# 밀러랑구르
밀러랑구르(Presbytis canicrus)는 밀러회색랑구르 또는 쿠타이회색랑구르라고도 불리는 잎원숭이의 일종이다. 인도네시아 보르네오섬 동칼리만탄 고유종이다. 세계에서 가장 심각한 멸종 위기에 처한 영장류 중 하나이며, 한때 멸종된 것으로 여겨졌으나 2012년에 재발견되었다.

## 분류
밀러랑구르는 긴꼬리원숭이과 콜로부스아과에 속하는 잎원숭이이다. 이전에는 호세랑구르의 아종으로 간주되었다. 영장류학자 콜린 그로브스와 크리스찬 루스에 의해 형태적 차이를 근거로 밀러랑구르와 호세랑구르를 분리했다.

## 분포 및 서식지
밀러랑구르는 인도네시아 동칼리만탄주 보르네오 섬의 고유종이다. 해발 약 1,000미터까지의 딥테로카르프스 열대우림에 서식한다.

## 특징
밀러랑구르는 꼬리를 제외한 몸길이가 48cm부터 56cm 사이이며, 꼬리 길이는 65cm에서 84cm 사이이다. 수컷 몸무게는 6kg부터 7kg, 암컷 몸무게는 5.5kg에서 6kg 사이이다. 등털은 회색이며 회색빛을 띠고, 배털은 희끄무레하다. 얼굴 윗부분은 검은색이고 아랫부분은 희끄무레하며, 희끄무레한 부분은 코 아래에서 U자 모양을 이룬다. 머리 꼭대기에는 갈색 왕관이 있다. 새끼는 흰색이며 등에 검은색 십자가가 있다.

## 서식지
밀러랑구르의 먹이 대부분은 어린 잎과 잎싹에서 나오며, 그 다음으로 중요한 식량은 익지 않은 과일이다. 또한 알과 씨앗, 꽃과 같은 다른 품목도 섭취한다. 일반적으로 성체 수컷 한 마리를 포함하여 5~12마리의 동물로 이루어진 그룹으로 생활하며, 평균 그룹 크기는 8마리이다. 비그룹 수컷은 단독으로 생활한다. 마룬잎원숭이와 흰이마수릴리라는 잎원숭이속 다른 두 잎원숭이와 동소적 종분화를 보인다. 같은 지역에 서식하는 마룬잎원숭이와 함께 소금 핥기를 활용하는 것으로 알려져 있다. 나무 위에서 생활하는 주행성 동물로, 숲의 임관층 중간층부터 상층에서 대부분의 시간을 보낸다.

## 보존 상태
밀러랑구르는 서식지 감소와 파편화, 사냥으로 인해 IUCN에 의해 멸종 위기종으로 지정되어 있다. 보르네오에서 가장 희귀한 영장류 중 하나이다. 정보가 부족하여 여러 차례 멸종된 것으로 여겨졌다. 2012년, 국제 과학자팀이 보르네오 동칼리만탄의 웨헤아 숲에서 밀러랑구르를 재발견하여 멸종설을 반박했다. 웨헤아 숲은 이전에 밀러랑구르의 서식지로 알려져 있던 곳(주로 웨헤아 남쪽의 쿠타이 국립공원) 밖에 있다. 과학자들은 광물 표본과 카메라를 이용하여 밀러랑구르가 아직 존재한다는 것을 보여주었지만, 이전에는 사진이 거의 없었기 때문에 사진만으로는 식별에 어려움을 겪었다. 동칼리만탄 중부 해안에서 쿠타이 국립공원에 이르는 지리적 분포 범위에 국한된 이 종은 고유종이자 매우 취약한 영장류로 여겨진다. 전문가들은 삼림 벌채와 위석 채취를 위한 과도한 사냥, 그리고 식량원 확보 등 여러 요인으로 인해 이 종이 가까운 미래에 멸종될 것으로 추정한다. 일부 동물의 소화관에서 발견되는 매끄럽고 단단한 광물 침전물인 위석은 행운의 부적으로 사용되며 일부 독을 중화하는 능력으로 알려져 있지만 소수의 원숭이에서만 발생한다. 밀러랑구르는 인도네시아 법에 따라 보호를 받고 있지만 더 이상 사용되지 않는 학명인 P. aygula로 등록되어 있기 때문에 법적 보호가 효과적이지 않을 수 있다.